# 人造纖維
人造纖維，又稱化學纖維，簡稱化纖，指各式各樣的化學合成纖維，屬於塑料。包括但不限於聚酯、尼龍、Spandex等。

## 化學成分和構造
以物理力量把化學物質迫過小孔，形成極幼的纖維條。
人造纖維是經過化學方法所製成的纖維，通常可分為再生纖維、半合成纖維和合成纖維。
再生纖維常見的有嫘縈，是將纖維素經過化學藥品處理成液體後，再經過紡嘴壓抽成絲；醋酸纖維是將纖維素以乙酸處理，生成再生纖維，其具有蠶絲一般光澤，及很好的吸水性，在稀酸稀鹼溶液中安定，易於染色、洗濯、漂白，但較不易傳熱，耐張力較低，因此市售之衣類，以再生纖維與棉或合成纖維混合紡織，以彌補其缺點。
半合成纖維有二醋酸纖維和三醋酸纖維。
合成纖維常見的有尼龍。

## 種類

### 再生纖維
- 嫘縈（Rayon）
- 铜氨纤维

### 半合成纖維
- 二醋酸纖維（Cellulose diacetate）
- 三醋酸纖維（Cellulose triacetate）

### 合成纖維
- 壓克力（Acrylic）
- 耐綸（Nylon）最早被利用的一種合成纤维，又稱尼龍。
- 氨纶（Spandex） 彈性纖維的一種。

## 用途
- 衣服
- 絲襪
- 胸罩
- 降落傘
- 帶子
- 袋子
- 魚網
- 排汗衣